# Ívarsdóttir
Ívarsdóttir ist ein isländischer Name.

## Herkunft und Bedeutung
Der Name ist ein Patronym und bedeutet Ívars Tochter. Die männliche Entsprechung ist Ívarsson (Ívars Sohn).

## Namensträgerinnen
- Alexandra Helga Ívarsdóttir (* 1989), isländische Schönheitskönigin
- Telma Ívarsdóttir (* 1999), isländische Fußballspielerin